# هنري فان أوخ
هنري فان أوخ (بالهولندية: Henri van Osch)‏ (12 أبريل 1945 – 22 يونيو 2001) هو سبّاح هولندي راحل، مثّل بلاده في الألعاب الأولمبية الصيفية 1964.

## روابط خارجية
هنري فان أوخ على موقع الاتحاد الدولي للسباحة (الإنجليزية)
- هنري فان أوخ على موقع أوليمبيديا (الإنجليزية)